# Бгажба, Михаил Темурович
Михаил Темурович Бгажба (абх. Бӷажәба Михаил Ҭемыр-иҧа; 1915, с. Гуп, Сухумский округ, Кутаисская губерния, Российская империя — 1993, Абхазия) — советский государственный и партийный деятель, учёный-растениевод, писатель, журналист.

## Биография
Родился в 1915 в селе Гуп Сухумского округа Кутаисской губернии Российской империи.
В 1938-1941 гг. обучался в Сельскохозяйственной академии имени К. А. Тимирязева. В 1941-1945 гг. находился на военной службе, участник Великой Отечественной войны, член ВКПб с 1942 года. Затем на партийной и советской работе. До 1957 года секретарь Абхазского областного комитета Коммунистической партии Грузии, в 1957-1958 гг. председатель Совета министров Абхазской АССР. В 1958-1965 гг. 1-й секретарь Абхазского областного комитета КП Грузии, с 29 января 1958 года член ЦК КП Грузии. В 1962-1966 гг. депутат Верховного Совета СССР 6-го созыва. В 1984-1992 гг. руководил Сухумским филиалом Всесоюзного научно-исследовательского института чая и субтропических культур (ВНИИЧиСК).

## Творческое наследие
Является автором монографии «Растительные ресурсы Абхазии» (1947 год, переиздана 1964 год), биографии «Нестор Лакоба» (1965 год), а также ряда рассказов. По мотивам его литературных произведений режиссёром Абхазского государственного драматического театра имени С. Чанба Валерием Кове в 2010 году поставлен «Гуарапский писарь», ставший обладателем Гран-три на трех международных театральных фестивалях. Перевёл на абхазский язык произведения М. Е. Салтыкова-Щедрина «История одного города» и Н. В. Гоголя «Мертвые души». Образ Михаила Бгажба выведен в романе грузинского писателя Гурама Одишарии «Кот президента». Занимался музыкой, прекрасно играл на рояле. Возможно, Фазиль Искандер в своем романе «Сандро из Чегема» под именем Абесаломона Нартовича вывел именно Бгажбу. С именем Бгажба связывают «культурное возрождение» в Абхазии начала 60-х годов XX века, по его инициативе построены известные рестораны «Мерхеули», «Эшера» и «Амра», ставшие интеллигентскими центрами сухумской богемы.

## Семья
Бгажба был женат, от брака у него две дочери Наталия и Татьяна.

## Интересные сведения
Служебной машиной Бгажба в 1958—1965 гг. был единственный в Абхазии красный ГАЗ-13, знаменитая «Чайка», благодаря редкому цвету автомобиля жители Сухума всегда знали где в данный момент находится секретарь обкома партии.